# Grammodes coomana
Grammodes coomana är en fjärilsart som beskrevs av Embrik Strand 1917. Grammodes coomana ingår i släktet Grammodes och familjen nattflyn. Inga underarter finns listade i Catalogue of Life.